# Haplostoma brevicauda
Haplostoma brevicauda – gatunek widłonoga z rodziny Botryllophilidae. Nazwa naukowa tego gatunku skorupiaków została opublikowana w 1886 roku przez francuskiego zoologa Eugène Canu (1864-1952).